# La pattuglia dei doberman al servizio della legge
La pattuglia dei doberman al servizio della legge (Trapped) è un film per la televisione del 1973 diretto da Frank De Felitta.

## Trama
Un uomo di nome Chuck Brenner viene rapinato nella stanza degli uomini in un centro commerciale. Reso incosciente, si sveglia a tarda notte, ma scopre che il negozio è chiuso e si scopre in balia di sei viziosi cani da guardia.